# NGC 4525
NGC 4525 (również PGC 41755 lub UGC 7714) – galaktyka spiralna z poprzeczką (SBc), znajdująca się w gwiazdozbiorze Warkocza Bereniki. Odkrył ją William Herschel 13 marca 1785 roku.